# Красный Холм (Смоленская область)
Красный Холм — деревня в Вяземском районе Смоленской области России. Входит в состав Кайдаковского сельского поселения. Население — 23 жителя (2015). 
Расположена в восточной части области в 9 км к югу от Вязьмы, в 0,1 км восточнее автодороги Р132 Вязьма — Калуга — Тула — Рязань, на берегу реки Лосьминка. В 3 км северо-восточнее деревни расположена железнодорожная станция О.п. 9-й км на линии Вязьма — Занозная.

## История
В годы Великой Отечественной войны в ходе операции «Тайфун» деревня была оккупирована гитлеровскими войсками в октябре 1941 года, освобождена в марте 1943 года. Является важным регионом в войне.
В настоящее время рядом с деревней расположен мемориальный комплекс «Поле памяти». Комплекс был открыт по инициативе руководства совхоза «Днепропетровский» в 1985 году, в честь бойцов Красной Армии, павших в сражениях под Вязьмой в октябре 1941 года.